# Sloanea lasiocoma
Sloanea lasiocoma là một loài thực vật có hoa trong họ Côm. Loài này được K. Schum. miêu tả khoa học đầu tiên năm 1886.